# Agabus arcticus
Agabus arcticus är en skalbaggsart som först beskrevs av Gustaf von Paykull 1798.  Agabus arcticus ingår i släktet Agabus och familjen dykare. Arten är reproducerande i Sverige.

## Underarter
Arten delas in i följande underarter:
- A. a. alpinus
- A. a. arcticus
- A. a. ochoticus